# (33365) 1999 BQ6
1999 BQ6 (asteroide 33365) é um asteroide da cintura principal. Possui uma excentricidade de 0.15672050 e uma inclinação de 4.75204º.
Este asteroide foi descoberto no dia 20 de janeiro de 1999 por ODAS em Caussols.